# Michael Landon Jr.
Michael Landon Jr. (* 20. Juni 1964 in Encino, Kalifornien) ist ein US-amerikanischer Schauspieler, Filmregisseur, -produzent, Drehbuchautor und Schriftsteller. Sein Vater ist Michael Landon.

## Leben
Michael Landon Jr. wurde als Sohn des bekannten Hollywood-Schauspielers Michael Landon und seiner zweiten Frau Marjorie Lynn Noe geboren. Sein Bruder Christopher B. Landon und seine Schwester Leslie Landon arbeiten ebenfalls im Filmbusiness.
Landon Jr. hatte als Zwölfjähriger seinen ersten Fernsehauftritt an der Seite seines Vaters, in einer Nebenrolle in der Serie Unsere kleine Farm.
Bei der Fernsehserie Ein Engel auf Erden arbeitete Landon unter anderem als Kameraassistent. Er hatte verschiedene Jobs hinter der Kamera, bevor er später selbst Regie führte, Drehbücher schrieb und Filme produzierte. Viele seiner selbst geschriebenen Bücher werden unter seiner Leitung verfilmt.
Am Set von Ein Engel auf Erden traf er Sharee Gregory, deren Schwester einen Gastauftritt hatte. 1987 heiratete Landon die spätere Schauspielerin. Zusammen haben sie zwei Töchter und einen Sohn.
In drei Bonanza-Filmen von 1988, 1993 und 1995 spielte er Benj Cartwright, den Sohn von Little Joe, den sein Vater in der Fernsehserie Bonanza gespielt hatte.

## Filmografie (Auswahl)
Schauspieler
- 1977: Unsere kleine Farm (Little House on the Prairie, Fernsehserie, Folge 3x20)
- 1988: Bonanza: The Next Generation
- 1988: Superboy (Folge 1x08)
- 1993: Bonanza – Rückkehr auf die Ponderosa (Bonanza: The Return)
- 1995: Bonanza – Angriff auf die Ponderosa (Bonanza: Under Attack)

Regisseur
- 1991: Michael Landon: Memories with Laughter and Love
- 1999: Schatten des Ruhms – Die Michael-Landon-Story (Michael Landon, the Father I Knew)
- 2003–2006: Die große Janette Oke-Spielfilmreihe (Fernsehserie, 4 Folgen)
- 2007: Das Geheimnis der kleinen Farm (The Last Sin Eater)
- 2007: Die Erlösung der Sarah Cain (Saving Sarah Cain)
- 2009: The Velveteen Rabbit
- 2011: Was auch geschehen mag (The Shunning)
- 2013: Kannst Du mir vergeben? – Das Schicksal der Katie Lapp (The Confession)
- 2013: Das ultimative Leben (The Ultimate Life)
- 2014: Janette Oke: Die Coal Valley Saga (Fernsehserie, 4 Folgen)
- 2016: Heaven Sent

Produzent
- 1991: Michael Landon: Memories with Laughter and Love
- 2003–2009: Die große Janette Oke-Spielfilmreihe (Fernsehserie, 8 Folgen)
- 2007: Das Geheimnis der kleinen Farm (The Last Sin Eater)
- 2007: Die Erlösung der Sarah Cain (Saving Sarah Cain)
- 2009: The Velveteen Rabbit
- 2011: Was auch geschehen mag (The Shunning)
- 2013: Kannst Du mir vergeben? – Das Schicksal der Katie Lapp (The Confession)
- seit 2014: When Calls The Heart (Fernsehserie)
- 2015: The Reckoning
- 2016: Heaven Sent

Drehbuchautor
- 1993: Bonanza – Rückkehr auf die Ponderosa (Bonanza: The Return)
- 1999: Schatten des Ruhms – Die Michael-Landon-Story (Michael Landon, the Father I Knew)
- 2003–2006: Die große Janette Oke-Spielfilmreihe (Fernsehserie, 4 Folgen)
- 2007: Das Geheimnis der kleinen Farm (The Last Sin Eater)
- 2007: Liebe wagt neue Wege (Love’s Unfolding Dream)
- 2009: The Velveteen Rabbit
- 2013: Kannst Du mir vergeben? – Das Schicksal der Katie Lapp (The Confession)
- 2014: When Calls The Heart (Fernsehserie, Folge 1x01)